# Curculigo erecta
Curculigo erecta là một loài thực vật có hoa trong họ Hypoxidaceae. Loài này được Lauterb. mô tả khoa học đầu tiên năm 1913.